# Giambattista Casnighi
Giambattista Casnighi (Medole, 7 gennaio 1796 – Acquanegra sul Chiese, 27 maggio 1862) è stato un religioso e patriota italiano.

## Biografia
Figlio di Pietro e di Vincenza Gatti, venne ordinato sacerdote nel 1820. Fu predicatore nel duomo di Mantova, nella basilica di Sant'Andrea ed incaricato, in provincia, a preparare i fedeli alle visite del vescovo Giovanni Corti. Nel 1830 fu parroco di Barbasso, ma poco dopo venne sostituito ed incaricato di insegnare logica, metafisica, grammatica e filosofia al Seminario vescovile di Mantova, divenendo nel 1845 rettore. Accusato di cospirazione, venne arrestato il 14 luglio 1852 e condotto nel carcere della Mainolda. Venne implicato nei processi politici e condotto nelle carceri del castello di San Giorgio, dove rimase richiuso fino al 19 marzo 1853. Venne amnistiato da Radetzky e ritornò alla parrocchia di Barbasso, accolto calorosamente dai parrocchiani. Come sorvegliato politico, venne trasferito alla parrocchia di Acquanegra sul Chiese. Sostenne sempre i suoi ideali patriottici anche dopo l'armistizio di Villafranca del 1859, che rese libera la Lombardia.
Morì nel 1862.

## Opere
- Memorie e documenti risguardanti i tre paesi di Acquanegra, Barbasso e Medole nel Mantovano, 1860, Brescia.